# 24: Legacy
24: Legacy là một bộ phim truyền hình hành động, gián gián điệp, chính trị dài tập của Mỹ do Manny Coto và Evan Katz đồng sáng lập và được sản xuất bởi hãng Fox. Đây là phần spin-off của loạt phim 24 nổi tiếng được sáng lập bởi Joel Surnow và Robert Cochran. Phim được phát sóng vào ngày 5 tháng 2 năm 2017, ngay sau trận Super Bowl LI, sau đó được chiếu đều đặn vào 8 giờ mỗi tối thứ Hai hàng tuần (theo giờ địa phương). Phim được công chiếu với hơn 17,6 triệu người theo dõi qua truyền hình và là chương trình hậu Super Bowl có lượng người xem thấp nhất kể từ sau bộ phim Alias năm 2003 nhưng lại là tập phim được theo dõi qua truyền hình nhiều nhất trong lịch sử loạt phim.
Bao gồm 12 tập, bộ phim theo sau dấu chân và cuộc đời của người hùng chiến tranh Eric Carter (Corey Hawkins), sử dụng phương pháp tường thuật thời gian thực. Miranda Otto thủ vai Rebecca Ingram, cựu Giám đốc của Đơn vị chống khủng bố CTU tại Washington, D.C.. Phim được bắt đầu với Carter, cựu lính biệt kích vừa trở về Mỹ và những rắc rối bắt đầu bám theo, buộc anh phải nhờ đến CTU cứu lấy mạng sống của mình, và có khả năng phải ngăn chặn những cuộc tấn công khủng bố lớn nhất trên đất Mỹ.
Vào tháng 6 năm 2017, Fox lên tiếng xác nhận rằng 24: Legacy đã bị ngừng sản xuất. Tuy nhiên, Fox cũng cho biết họ đang lên kế hoạch phát triển một hướng đi mới cho loạt phim.

## Tóm tắt
Sau khi dẫn đầu một nhiệm vụ tiêu diệt thủ lĩnh khủng bố Sheik Ibrahim Bin-Khalid, Eric Carter (do Corey Hawkins thủ vai) trở về Mỹ và phát hiện ra rằng anh và đồng đội của mình đang là mục tiêu ám sát để trả thù cho cái chết của Bin-Khalid. Không còn nơi nào để chạy trốn, Carter nhờ CTU cứu lấy mạng sống của mình cũng như ngăn chặn một trong những cuộc tấn công khủng bố có quy mô lớn nhất trên đất Mỹ. Các sự kiện trong phim sẽ diễn ra ba năm sau sự kiện trong 24: Live Another Day và sẽ đặt bối cảnh tại thủ đô Washington, D.C.

## Diễn viên và nhân vật

### Các nhân vật chính
- Corey Hawkins trong vai Eric Carter
- Miranda Otto trong vai Rebecca Ingram
- Teddy Sears trong vai Keith Mullins
- Dan Bucatinsky trong vai Andy Shalowitz
- Anna Diop trong vai Nicole Carter
- Ashley Thomas trong vai Isaac Carter
- Charlie Hofheimer trong vai Ben Grimes
- Coral Peña trong vai Mariana Stiles
- Sheila Vand trong vai Nilaa Mizrani
- Raphael Acloque trong vai Jadalla bin-Khalid
- Veronica Cartwright trong vai Margaret Donovan
- Gerald McRaney trong vai Henry Donovan
- Jimmy Smits trong vai John Donovan

### Khách mời đặc biệt
- Carlos Bernard trong vai Tony Almeida

### Nhân vật định kỳ
- Zayne Emory trong vai Drew Phelps
- Kathryn Prescott trong vai Amira Dudayev
- Kevin Christy trong vai David Harris
- Tiffany Hines trong vai Aisha
- Bailey Chase trong vai Thomas Locke
- Laith Nakli trong vai Kusuma
- Daniel Zacapa trong vai Luis
- Themo Melikidze trong vai Khasan Dudayev
- Moran Atias trong vai Sidra
- Dylan Ramsey trong vai Rashid Al-Sabi
- Oded Fehr trong vai Asim Naseri
- Eli Danker trong vai Sheikh Ibrahim bin-Khalid
- James Moses Black trong vai Donald Simms

## Sản xuất

### Ý tưởng sáng tạo
Vào tháng 1 năm 2015, một phần phim khác trong loạt 24 được phát triển bởi các nhà sản xuất Howard Gordon, Evan Katz, Manny Coto và Brian Grazer, sẽ xoay quanh một nhóm các nhân vật phụ chứ không chỉ riêng là Kiefer Sutherland trong vai chính Jack Bauer. Tháng 5 năm 2015, Fox xác nhận đang phát triển một phiên bản mới của 24. Tháng 6 năm 2015, Howard Gordon nói rằng phần spin-off này sẽ có một nhân vật nam chính mới, cùng với một đặc vụ nữ hơi lớn tuổi, nhiều kinh nghiệm hơn. Evan Katz và Manny Coto xác nhận rằng họ sẽ trở lại làm nhà biên kịch và sản xuất.
Tháng Giêng năm 2016, Fox công bố việc thực hiện tập Pilot cho loạt phim spin-off có tựa đề là 24: Legacy với một dàn diễn viên hoàn toàn mới và không có các nhân vật cũ trở lại. Bộ phim vẫn giữ nguyên phương pháp tường thuật "thời gian thực", tuy nhiên chỉ với 12 tập, phim tiếp tục sử dụng giai đoạn bỏ qua thời gian 12 tiếng để hoàn tất những sự kiện diễn ra trong cùng một ngày. Nhân vật nam sẽ là một anh hùng vừa trở về quê hương và nhân vật nữ sẽ là cựu Giám đốc của CTU. Stephen Hopkins, người đạo diễn tập Pilot ban đầu của 24 và một vài tập trong phần đầu tiên, sẽ đạo diễn tập Pilot của Legacy. Tháng 4 năm 2016, Fox chính thức bật đèn xanh cho loạt phim với 12 tập. Jon Cassar cũng sẽ trở lại để chỉ đạo và sản xuất 6 trong 12 tập phim. Deadline thông báo vào ngày 5 tháng 5 năm 2016 rằng Nikki Toscano đã ký hợp đồng với 20th Century Fox, và sẽ là đồng sản xuất trong bộ phim. Mặc dù trước đó có thông tin cho rằng không có nhân vật cũ nào sẽ xuất hiện trong phần này, nhưng các nhà sản xuất bóng gió đến khả năng đem nhân vật Chloe O'Brian của Mary Lynn Rajskub trở lại. Trong một cuộc phỏng vấn với Digital Spy, Katz đã tiết lộ rằng kịch bản cho tập đầu tiên mất tám tháng để viết. Ông cũng tiết lộ rằng các phần phim trong tương lai của 24: Legacy sẽ chỉ có 12 tập.

### Sự xuất hiện của Jack Bauer

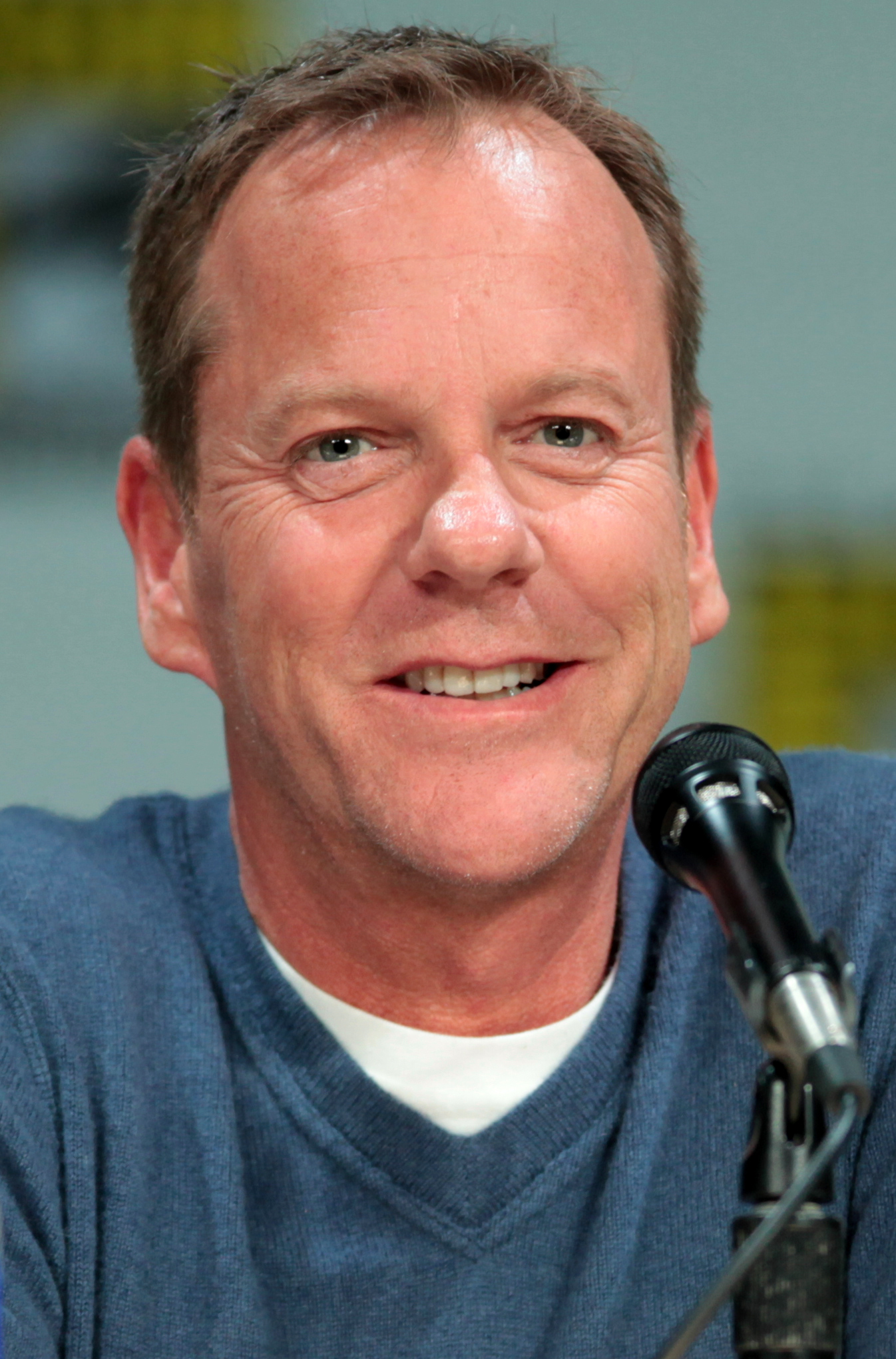
Kiefer Sutherland xác nhận rằng mình sẽ không xuất hiện trong 24: Legacy với vai diễn Jack Bauer.

Tháng 6 năm 2015, khi được hỏi về tương lai của nhân vật Jack Bauer, Sutherland nói rằng: "Tôi sẽ không trở lại thực hiện phần tiếp theo. 24 là một ý tưởng tuyệt vời, nên nó vẫn có thể tiếp tục mãi mãi". Sutherland cũng nói rằng anh cảm thấy việc có một dàn diễn viên mới là điều quan trọng và anh hy vọng sẽ có một màn xuất hiện khách mời trong tương lai. Tháng 9 năm 2015, Sutherland dường như loại trừ khả năng tham gia vào bộ phim, nói rằng: "anh chắc chắn sẽ không quay trở lại bằng bất cứ giá nào". Tháng 2 năm 2016, Sutherland bóng gió về khả năng trở lại 24: "Tôi đã học hỏi nhiều trong vài năm qua để không nói câu không bao giờ. Chúng tôi sẽ không bao giờ làm phần 9 nếu như phần 8 không được hoàn thành. Vì vậy, tôi sẽ nói rằng chúng ta hãy chờ xem". Anh cũng cho biết kịch bản tập Pilot của Legacy "rất hay" và anh sẽ là "người đầu tiên xem nó".

### Viết kịch bản
Tháng 6 năm 2015, Howard Gordon nói rằng phần spin-off này sẽ có một nhân vật nam chính mới, cùng với một đặc vụ nữ hơi lớn tuổi, nhiều kinh nghiệm hơn. Evan Katz và Manny Coto xác nhận rằng họ sẽ trở lại làm nhà biên kịch và sản xuất. Họ cũng xác nhận rằng phim sẽ tiếp tục dùng phương pháp tường thuật thời gian thực vì nó là truyền thống của loạt phim. Katz tiết lộ trong một cuộc phỏng vấn rằng kịch bản cho tập đầu tiên mất tám tháng để viết. Ông nói rằng một trong những cái khó khăn nhất chính là "Làm sao để đáp ứng mong đợi của mọi người, vì điều đó rất cần thiết". Ông cũng nói rằng phim sẽ bắt đầu 3 năm sau các sự kiện trong 24: Live Another Day và sẽ có bối cảnh tại thủ đô Washington, D.C.. Phim cũng sẽ giới thiệu Trụ sở Quốc gia CTU đặt tại Washington. Các văn phòng CTU đặt tại Los Angeles và thành phố New York từng xuất hiện trước đây trong 24.